# Liste der Nationalräte des Kantons Schaffhausen
Diese Liste zeigt alle Mitglieder des Nationalrates aus dem Kanton Schaffhausen seit Gründung des Bundesstaates im Jahr 1848 bis heute.

## Parteiabkürzungen
- BGB: Bauern-, Gewerbe- und Bürgerpartei
- FDP: Freisinnig-Demokratische Partei, seit 2009 FDP.Die Liberalen
- Grütli: Grütliverein
- KPS: Kommunistische Partei der Schweiz
- KPO: Kommunistische Partei-Opposition (Schweiz)
- SP: Sozialdemokratische Partei der Schweiz
- SVP: Schweizerische Volkspartei

Sonstige Parteiströmungen oder -richtungen:
- DL: Demokratische Linke (Demokraten, sozialpolitische Gruppe)
- FL: Freisinnige Linke (Freisinnige, Radikale, Radikaldemokraten)
- LM: Liberale Mitte (Liberale, Liberaldemokraten)

## Nationalräte
| Name                      | Partei/Fraktion                                      | Amtszeit            | Geboren | Gestorben |
| ------------------------- | ---------------------------------------------------- | ------------------- | ------- | --------- |
| Johann Heinrich Ammann    | LM                                                   | 1860–1863           | 1820    | 1867      |
| Johann Georg Böschenstein | FL                                                   | 1848–1850           | 1804    | 1885      |
| Walther Bringolf          | KPS/KPO/SP                                           | 1925–1971           | 1895    | 1981      |
| Gerold Bührer             | FDP                                                  | 1991–2007           | 1948    |           |
| Linda De Ventura          | SP                                                   | 2024–               | 1986    |           |
| Hans-Jürg Fehr            | SP                                                   | 1999–2013           | 1948    |           |
| Stefano Franscini         | FL                                                   |                     | 1796    | 1857      |
| Johann Georg Fuog         | FL                                                   | 1850–1860           | 1794    | 1865      |
| Robert Grieshaber         | FL/FDP                                               | 1878–1919           | 1846    | 1928      |
| Ursula Hafner             | SP                                                   | 1987–1999           | 1943    |           |
| Jakob Hefti               | Grütli                                               | 1919–1921           | 1873    | 1951      |
| Thomas Hurter             | SVP                                                  | 2007–               | 1963    |           |
| Wilhelm Joos              | DL (bis 1881, 1884–1893) FL/FDP (1881–1884, ab 1893) | 1863–1900           | 1821    | 1900      |
| Arthur Moser              | FDP                                                  | 1922–1931           | 1880    | 1957      |
| Martina Munz              | SP                                                   | 2013–2024           | 1955    |           |
| Friedrich Peyer im Hof    | FL                                                   | 1848–1854 1857–1875 | 1817    | 1900      |
| Arnold Rahm               | BGB                                                  | 1931–1932           | 1885    | 1932      |
| Kurt Reiniger             | SP                                                   | 1971–1983           | 1939    | 2015      |
| Jakob Ruh                 | BGB                                                  | 1921–1925 1932–1935 | 1875    | 1935      |
| Franz Adolf Schalch       | LM                                                   | 1855–1857           | 1814    | 1874      |
| Carl Scherrer             | FDP                                                  | 1947–1963           | 1909    | 1989      |
| Paul Schmid-Ammann        | SP                                                   | 1935                | 1900    | 1984      |
| Heinrich Gustav Schoch    | DL                                                   | 1875–1878           | 1841    | 1895      |
| Kurt Schüle               | FDP                                                  | 1979–1991           | 1944    | 2022      |
| Heinrich Sigerist         | FDP                                                  | 1935–1947           | 1881    | 1969      |
| Carl Spahn                | FDP                                                  | 1900–1919           | 1863    | 1943      |
| Walter Stamm              | SP                                                   | 1983–1987           | 1927    |           |
| Erwin Waldvogel           | FDP                                                  | 1970–1979           | 1920    | 1988      |
| Traugott Waldvogel        | BGB                                                  | 1919–1930           | 1861    | 1930      |
| Hermann Wanner            | FDP                                                  | 1963–1970           | 1914    | 1999      |
| Johannes Winzeler         | BGB                                                  | 1925                | 1879    | 1960      |

## Anmerkung
1. ↑  Aufgrund einer Komplimentswahl sass Stefano Franscini im Jahr 1854 für kurze Zeit im Nationalrat, bis zu den darauf folgenden Bundesratswahlen.

## Quelle
- Datenbank aller Ratsmitglieder. Website der Bundesversammlung.